# Zazie nel metrò (film)
Zazie nel metrò (Zazie dans le métro) è un film del 1960 diretto da Louis Malle, tratto dal romanzo Zazie nel metró di Raymond Queneau.

## Trama
Una bambina di dieci anni di nome Zazie viene portata a Parigi dalla madre vedova (che deve incontrare il suo amante) ed affidata ad uno zio strambo, Gabriel (che si mantiene facendo la drag queen in un locale notturno), ed a sua moglie per un paio di giorni. Zazie cercherà per tutto il film di prender l'agognata metrò senza successo, poiché chiusa per sciopero; in questo suo continuo girovagare incontra i personaggi più strani, mostrandoci così una Parigi variegata, fatta d'apparenza ed in continua trasformazione.
Tra le varie figure bizzarre incontriamo un satiro (ovvero un pedofilo) che tenta di adescare Zazie, senza riuscirci: la bambina lo sfrutterà facendosi regalare jeans americani (per lei un vero mito) e mangiando patatine e cozze in quantità abnorme, tutto questo mentre racconta della morte del padre. Riuscirà a prendere la metrò solo alla fine del film (ma, destino beffardo, quando si è addormentata, quindi non s'accorgerà di nulla): alla domanda della madre "Che cosa hai fatto in questi giorni?" risponde seraficamente "Sono invecchiata".

## Struttura del film
Il film di Malle gioca molto sulla velocità del racconto e cerca di ridurre l'utilizzo del montaggio, in modo da consentire varie letture possibili. Il gioco (nonché la burla e lo scherzo) rimane il filo conduttore del film: inseguimenti bizzarri e senza senso, dialoghi accelerati, musiche appena accennate, gag comiche, ambienti in continua trasformazione come la stessa Parigi che ospita il film. Sulla scena compaiono anche attori secondari che compiono altrettante azioni (quando il satiro attira Zazie ricordiamo il lucidascarpe, l'uomo con lo specchio e il borseggiatore che tramortisce la donna), ampliando le possibilità di lettura e mostrando una città variegata quanto i suoi personaggi.
La trasposizione cinematografica, così come il libro, non ha un senso o un filo conduttore predefinito: tutti gli episodi che accadono sono concatenati in vari sogni, di cui alcuni anche ad occhi aperti, abbattendo così il sottile confine tra realtà e fantasia. Malle così decide di accelerare alcune parti, montare sequenze ripetute, lavorare sui colori e sulle inquadrature, utilizzare linguaggi diversi (come le esplosioni fumettistiche) e recuperare cimeli dal passato (la sequenza comica dell'inseguimento riprende le gag di Charlie Chaplin e dei Fratelli Marx), concedendosi anche licenze artistiche (Zazie nel romanzo sarebbe già adolescente mentre qui la vediamo bambina; il tutto viene risolto da dialoghi e atteggiamenti provocatori).